# جون دبليو. مايهيو
جون دبليو. مايهيو (بالإنجليزية: John W. Mayhew)‏ هو لاعب كرة قدم أمريكية أمريكي، ولد في 2 أكتوبر 1885 في تشيلمارك في الولايات المتحدة، وتوفي في 30 سبتمبر 1941 في بوكاسيت في الولايات المتحدة.